# Пјано ди Моријоло (Пиза)
Пјано ди Моријоло је насеље у Италији у округу Пиза, региону Тоскана.
Према процени из 2011. у насељу је живело 17 становника. Насеље се налази на надморској висини од 116 м.